# Tour Monte Rosa

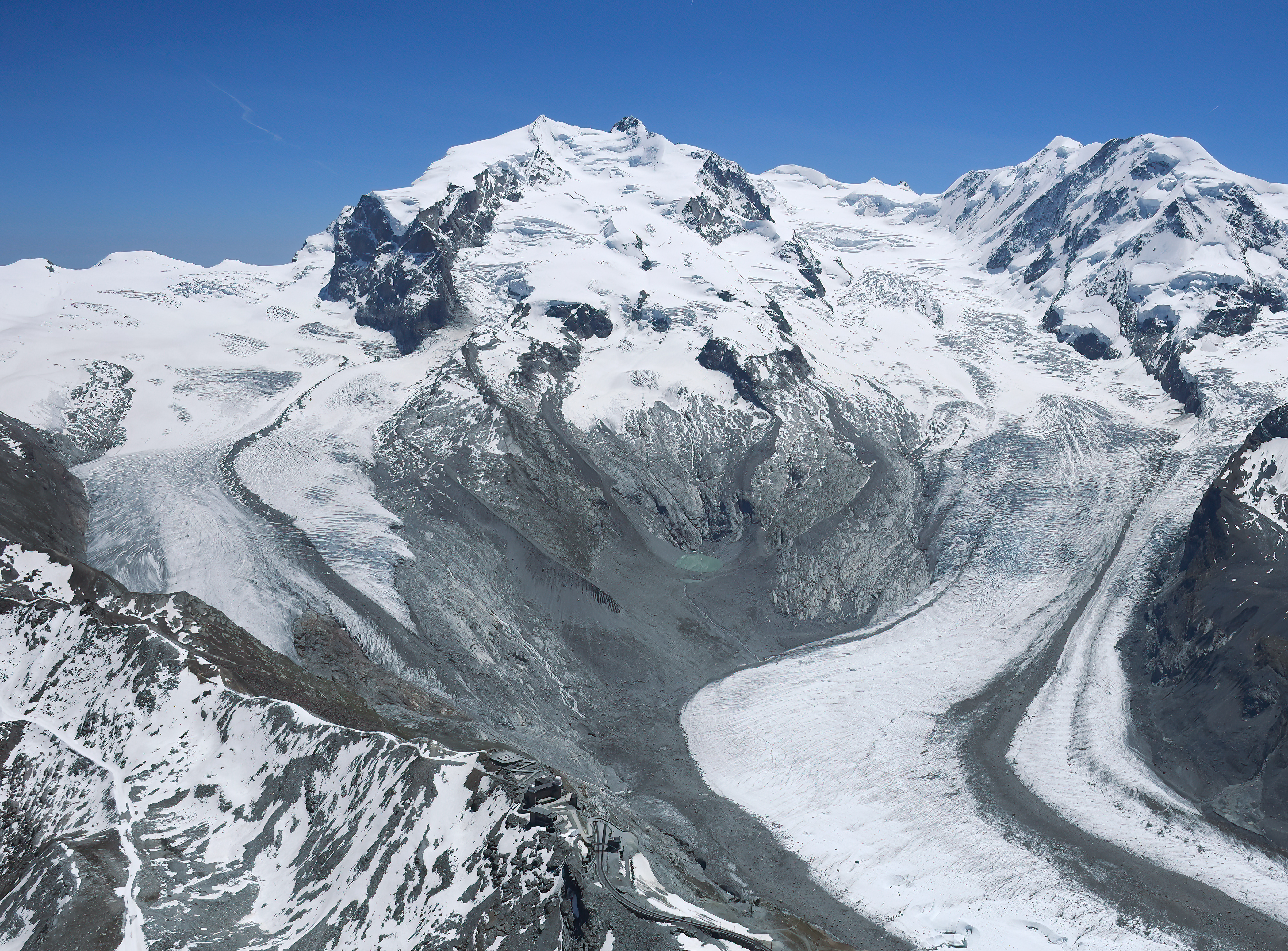
Blick auf das Monte Rosa Massiv mit der Dufourspitze

Die Tour Monte Rosa ist eine Rundwegwanderung durch die Schweizer und Italienischen Alpen um das Monte-Rosa-Massiv mit der Dufourspitze (4634 m ü. M.) und die Mischabelgruppe mit dem Dom (4545 m ü. M.).
Typischerweise wird die Tour Monte Rosa mit den folgenden Etappenzielen gewandert:
- Zermatt
- Theodulpass (höchster Punkt: 3,301 m)
- St-Jacques im Ayastal
- Gressoney-La-Trinité
- Alagna Valsesia
- Macugnaga-Staffa
- Saas-Fee
- Grächen
- Europahütte

Die Runde kann auch an jedem anderen Punkt begonnen werden. Neben Zermatt sind Einstiegsstellen möglich wie Saas-Almagell / Stausee Mattmark, Macugnaga-Staffa oder Grächen. Auch die Richtung, in die gewandert wird, spielt keine Rolle. Sowohl im Uhrzeigersinn als auch in der Gegenrichtung ist die Route gut markiert und bietet grossartige Einblicke in das Monte-Rosa-Massiv.
Der Abschnitt von Saas-Fee nach Grächen wird auch Balfrin-Höhenweg genannt; von Grächen nach Zermatt wandert man auf dem Europaweg und kann in der Europahütte nächtigen. Beide zusammen ergeben die Swiss Tour Monte Rosa (entsprechen somit den Etappen sieben bis neun dieser Tour).